# Oscar Tarrío
Oscar Tarrío (ur. 14 kwietnia 1909, zm. 23 listopada 1973) – argentyński piłkarz, obrońca. Później trener.
Jako piłkarz klubu Newell’s Old Boys Rosario był w kadrze reprezentacji podczas turnieju Copa América 1929, gdzie Argentyna zdobyła mistrzostwo Ameryki Południowej. Tarrío zagrał we wszystkich trzech meczach - z Peru, Paragwajem i Urugwajem.
W 1935 roku Tarrío przeszedł do klubu San Lorenzo de Almagro. Jako gracz San Lorenzo wziął udział w turnieju Copa América 1937, gdzie Argentyna kolejny raz zdobyła mistrzostwo Ameryki Południowej. Tarrío zagrał we wszystkich pięciu meczach - z Chile, Paragwajem, Urugwajem i w obu decydujących o mistrzostwie pojedynkach z Brazylią.
W 1940 roku Tarrío na krótko przeniósł się do Europy, gdzie grał w portugalskim klubie CF Os Belenenses. W następnym roku znów grał w Argentynie - ponownie w San Lorenzo, a następnie zakończył karierę w klubie Atlanta Buenos Aires. Po zakończeniu kariery został trenerem - w latach 1942-1943 kierował drużyną Boca Juniors.
W latach 1929–1937 Tarrío rozegrał w reprezentacji Argentyny 13 meczów, w których nie zdobył żadnej bramki.